# Bray Hill British Cemetery
Bray Hill British Cemetery is een Britse militaire begraafplaats met gesneuvelden uit de Eerste Wereldoorlog, gelegen in de Franse gemeente Bray-sur-Somme, (departement Somme). De begraafplaats ligt langs de weg van Bray-sur-Somme naar Fricourt op ruim 2 km ten noorden van het gemeentecentrum (Église Saint-Nicolas). Ze werd ontworpen door Arthur Hutton en heeft een nagenoeg rechthoekig grondplan met een oppervlakte van ruim 416 m². De begraafplaats wordt omsloten door een bakstenen muur en de open toegang wordt afgebakend door twee witte stenen paaltjes. Het Cross of Sacrifice staat achteraan tegen de westelijke muur.
Er liggen 104 doden waaronder 32 niet geïdentificeerde.
De begraafplaats wordt onderhouden door de Commonwealth War Graves Commission.
Op het grondgebied van de gemeente liggen ook nog de Britse begraafplaatsen Bronfay Farm Military Cemetery, Bray Vale British Cemetery en Bray Military Cemetery.

## Geschiedenis
Bray-sur-Somme werd in maart 1918 tijdens het Duitse lenteoffensief door hen veroverd, maar op 24 augustus heroverd door het 40th Australian Battalion. De begraafplaats werd op 31 augustus 1918 door De 58th (London) Division aangelegd. De oorspronkelijke graven (nu onderdeel van perceel I) bevatte 41 graven maar de begraafplaats werd na de wapenstilstand uitgebreid door concentratie van graven afkomstig van de slagvelden tussen Bray-sur-Somme en Fricourt.
Onder de geïdentificeerde slachtoffers zijn er 70 Britten en 2 Australiërs.

## Onderscheiden militairen
- de sergeanten A.G. Baker en C.B. Thomas en korporaal A. Suttle, allen dienend bij het London Regiment werden onderscheiden met de Military Medal (MM).